# Aubrey Modiba
Aubrey Modiba, né le 22 juillet 1995 à Polokwane en Afrique du Sud, est un footballeur international sud-africain, qui évolue au poste de milieu gauche avec le Mamelodi Sundowns.

## Biographie

### Carrière en club

#### Mpumalanga Black Aces
Il commence sa carrière professionnelle en 2015. Il joue son premier match le 14 février, contre Supersport United (défaite 1-0). Il s'agit de sa seule apparition pour la saison 2014-2015. Il obtient beaucoup plus de temps de jeu la saison suivante puisqu'il prend part à 29 rencontres toutes compétitions confondues.

#### Cape Town City
Durant l'été 2016, Mpumalanga Black Aces est dissous. Il décide, dans un premier temps, de poursuivre l'aventure avec Cape Town City qui est son successeur. Il ne joue que 2 matchs, le 23 août en Absa Premiership contre Polokwane City (victoire 2-0) et trois jours plus tard en MTN 8 face à Kaizer Chiefs (victoire 1-0).

#### Supersport United
Le 31 août 2016, il rejoint Supersport United. Il fait ses débuts le 14 septembre contre Chippa United (0-0) et marque son premier but professionnel le 4 avril 2017, en Coupe d'Afrique du Sud contre KwaDukuza United (victoire 2-0). Sa première saison au club est prometteuse, il remporte d'ailleurs la Coupe d'Afrique du Sud et atteint la finale du Telkom Knockout.
Il devient un titulaire régulier de l'effectif pour la saison 2017-2018 et marque 8 buts en championnat. De plus, il remporte le MTN 8. Lors de la saison suivante, il s'incline en finale avant de le remporter à nouveau en 2019.

### Carrière en sélection
Aubrey Modiba reçoit sa première sélection en équipe d'Afrique du Sud le 18 juin 2016, lors de la Coupe COSAFA 2016 contre le Lesotho. L'Afrique du Sud remporte la compétition.
Il participe ensuite à la Coupe COSAFA 2018.
Il prend part à la Coupe d'Afrique des moins de 20 ans 2015 avec l'équipe d'Afrique du Sud -20 ans et aux Jeux Olympiques 2016 avec l'équipe d'Afrique du Sud olympique.
En décembre 2023, il est retenu dans la liste des vingt-sept joueurs sud-africains sélectionnés par Hugo Broos pour disputer la Coupe d'Afrique des nations 2023.

## Palmarès

### En club

#### Supersport United
- Coupe d'Afrique du Sud
  - Vainqueur : 2016-2017
- Telkom Knockout
  - Finaliste : 2016
- MTN 8
  - Vainqueur : 2017
  - Finaliste : 2018

### En sélection
- Coupe COSAFA
  - Vainqueur : 2016